# 群行
群行（ぐんこう）とは、
1. 人や動物が群れをなして行進すること
2. 平安時代の制度で伊勢神宮の斎宮（斎王）が任地伊勢国へ下向すること

である。本頁では後者について述べる。

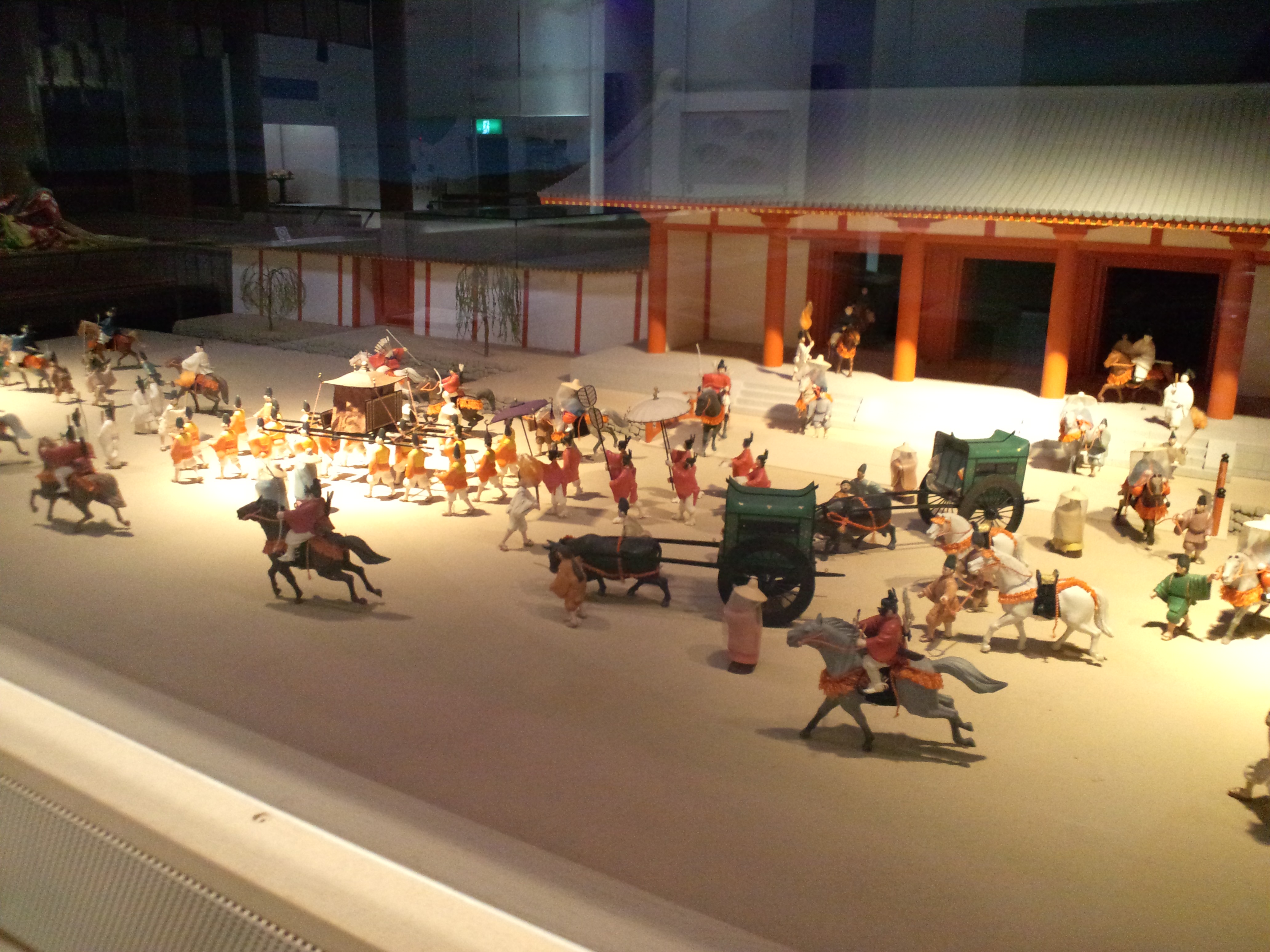
都を出発する斎宮一行（群行）

群行（ぐんこう）は、伊勢神宮の斎宮（斎王）の京都から伊勢国の斎宮御所への下向、またはその発遣の儀式、群行の儀（ぐんこうのぎ）のことである。以下、混乱を避けるために斎宮（斎王）を「斎王」、斎宮御所を「斎宮」と称す。

## 概説
「群行」という用語の初見は『西宮記』などであるが、斎王が京都を出発するに際し、百官諸司が行粧を凝らしてこれに随行し、またはこれを見送ったことからこの名称が出来たと推定される。広義には京都から伊勢への全行程、及びそれにともなう諸行事を指すが、狭義には宮中における斎王発遣の儀（群行の儀）のみを指す。
斎王の伊勢への進発を奉送することは、「群行」という用語こそないものの古くから行われ、『続日本紀』に久勢女王の進発に際して「百官、京城の外に送り至りて還」ったり（霊亀3年（717年）4月乙亥（6日）条）、県女王のそれでは、「大臣以下門外に送り出す、諸司亦京外に送り至りて還」ったりしている（天平18年（746年）9月壬子（3日）条）。古来国の大事として重視されてその儀式行事も厳重を極め、平安時代には長奉送使などの制度も整備されて盛観を呈するようになった。

## 群行次第

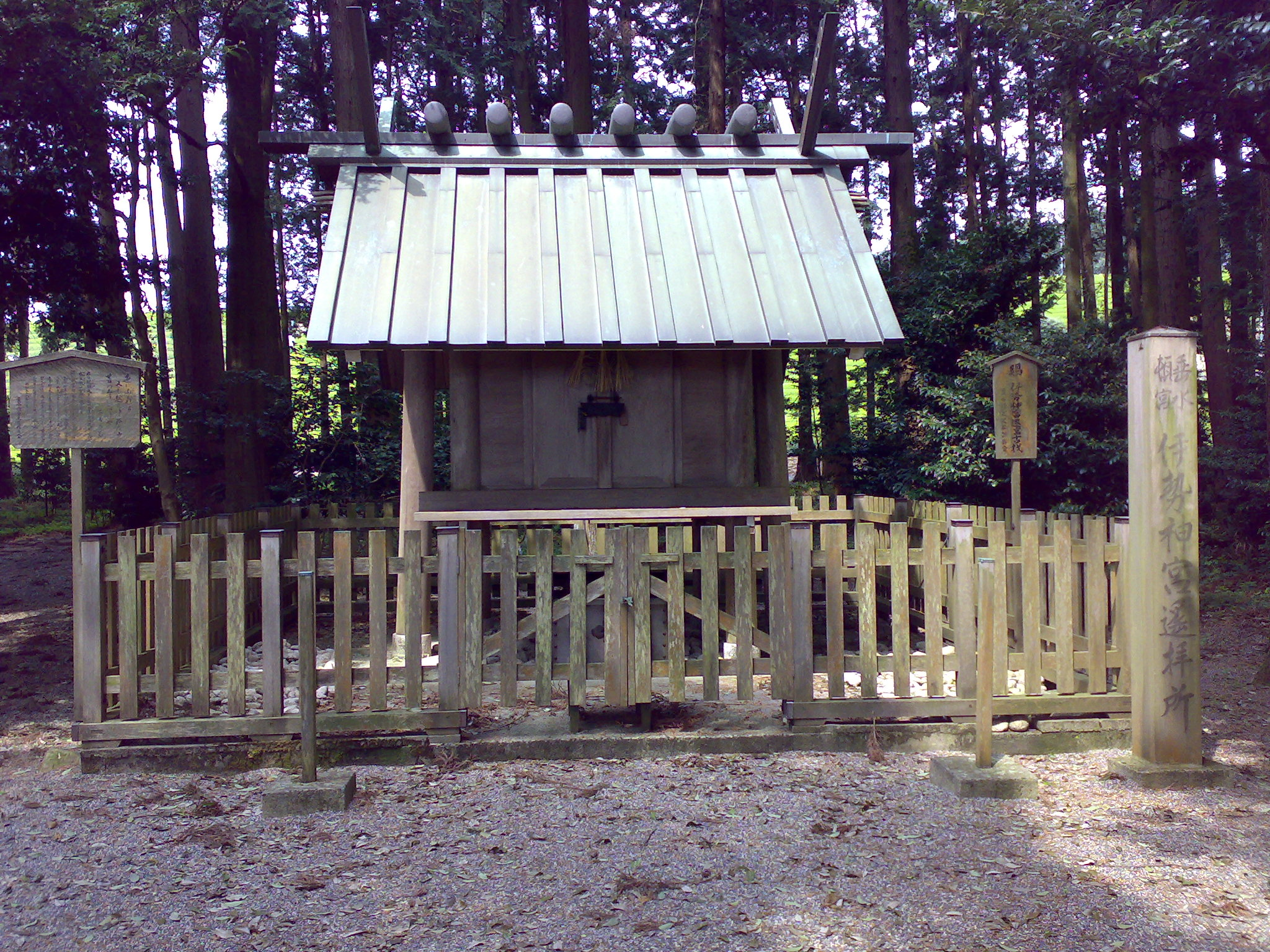
垂水斎王頓宮跡

群行は、斎王に卜定された内親王または女王が初斎院に入ってから数えて3年目の秋9月に、伊勢神宮の神嘗祭に対する奉幣使の差遣に併せて行われる例で、その次第を『延喜斎宮式』によって見ると、当年4月上旬に装束司が任命されて神祇官の西院において装束の調進が始まり、7月以前に斎宮寮の官人（允、史生各1人）を伊勢の斎宮に差遣して斎宮の修理などの諸準備に当たらせ、7月または8月に大祓使を左・右京、五畿七道に差遣（左右京1人、五畿内1人、七道各1人の計9人）してそれぞれの担当地区を清めさせ、8月晦日には宮中朱雀門において大祓を斎行、群行当月の9月いっぱいは斎月と称して左右京、五畿内と近江・伊勢両国において北辰に灯明を捧げる北辰祭や葬儀を禁じるなど、朝野を挙げて厳重な斎戒が課された。いよいよ下向となると、宮中における群行の儀の後、葱華輦（通常は天皇・皇后だけしか乗れない特別な輿）に乗り、百官に見送られて伊勢へ進発、一行は斎宮を始め、長奉送使以下の官人・官女およそ500人に及ぶ大行列であった。途中近江国の国府と甲賀と垂水、伊勢国の鈴鹿と壱志に設けられた頓宮で各1泊し、6日目に斎宮へ入る例であったが、特に垂水頓宮と鈴鹿頓宮の間の鈴鹿峠は厳しい山越えで、道中最大の難所であった。なお、各頓宮の正確な場所も現在では殆ど不明であるが、垂水頓宮の伝承地の一つである、滋賀県甲賀市土山町頓宮にある垂水斎王頓宮跡は国の史跡に指定されている。また、群行中には6ヶ所の河川で御禊を行う例で（6ヶ所の河川とは、山城国の白川、近江の瀬多川（現瀬田川）と甲賀川（現野洲川）、伊勢の鈴鹿川と下樋小川（したひのおがわ）（現松阪市内の川とされる）、多気川（現祓川）である）、路次では楽を奏したりもされた。なお群行の経路は、平安時代初めまでは伊賀国を経て伊勢へ向かっていたが、光孝天皇の仁和2年（886年）、繁子内親王の群行に際して、近江を経て鈴鹿峠を越えるものに変更された。
群行の実際の行程を語る史料は少なく、長暦2年（1038年）の斎宮良子内親王の群行の際に同行した藤原資房が、その日記『春記』に伊勢までの道程を詳しく記録しているのがほぼ唯一のものである。
なお、斎王の帰京の際の経路については、『江家次第』によれば天皇が譲位の場合には元の近江路（すなわち、群行の経路）を戻るが、天皇や斎王の身内の死去による帰京の場合には壱志からは荷物のみは近江路を通り、斎王は伊賀路を進んで青山峠で古い衣装を棄て、伊賀に入ると輿も替えた後、都祁山を越えて奈良（元の平城京）に入り、木津川を下って難波津に出て河内国の茨田頓所にて禊を行った後に帰京したと伝えている。斎王が近江路で戻った場合にも茨田のある河内国が賦課の対象になっており、帰京する斎王は必ず茨田で禊を終えないと入京できなかった可能性がある。また、斎宮御所から伊賀路を進んで奈良に出る経路は群行が成立する以前、すなわち都が平城京にあった奈良時代の斎王の経路をそのまま踏襲しているとする説もある。

## 群行の儀
狭義における「群行」としての群行の儀の、現存史料に残る最古の例は天慶元年（938年）、徽子女王（後の斎宮女御）の時の記録であるが、『本朝世紀』によるとこの時は貞観3年（861年）の斎宮恬子内親王の例に倣ったとされるので、少なくともそれ以前から行われていたものと思われる。
その次第を『西宮記』や『江家次第』によって見ると、群行当日に天皇は八省に行幸、手水を行った後に大極殿に出御、一般の公式儀礼とは異なり、白装束で床に座を設けて東を向く（天皇が物忌などで儀式に出られない場合は、摂政・関白が代理で行う）。一方斎王は野宮を出て、桂川で御禊を行い松尾大社へ奉幣の後、八省へ到着する。天皇は神嘗祭への幣帛を確認、奉幣のために例年発する宣命に添えて「斎内親王を奉進（たてまつ）らしむるなり。これ恒例に依りて三箇年は斎（ゆ）まはり清まはりて、天照大神の御杖代に定め奉進る内親王ぞ。中臣宜しく吉く申して奉進れ」と宣し、次いで斎王を召し寄せ、自ら黄楊製の櫛をその額に差して「京の方に趣き給ふな」との勅語を賜う（これを別小櫛（わかれのおぐし）という。この櫛は垂水頓宮に到着すると、額から外して筥に納める例であった）。やがて斎王は退下して、輿に乗り進発。この時、斎王も天皇も決して振り返ってはならない決まりであった。天皇は斎王が東廊を出て1町ほど進んだ頃を見計らって還御し、公卿以下の勅使が京極（東京極大路、現在の京都市の寺町通あたり）まで斎王を奉送し、そこから長奉送使が供奉して伊勢へ至った。
なお、1176年の安元の大火以後大極殿が廃絶すると、そのかわりに太政官庁が用いられた。